# Distretto elettorale federale 1 di Aguascalientes
Il distretto elettorale federale 1 di Aguascalientes (distrito electoral federal 1 de Aguascalientes) è uno dei 300 distretti elettorali nei quali è suddiviso il territorio del Messico in funzione delle elezioni alla Camera dei Deputati federali e uno dei tre distretti nello stato di Aguascalientes.
Si elegge un deputato alla bassa camera del Congresso per ogni periodo legislativo della durata di tre anni.

## Territorio del distretto
Nell'ambito del processo di riorganizzazione del 2005, il Primo Distretto di Aguascalientes è costituito dalle municipalità di Cosío, Rincón de Romos, Tepezalá, Asientos, Pabellón de Arteaga, San José de Gracia, Jesús María, San Francisco de los Romo, Calvillo e El Llano. Il distretto elettorale era composto delle stesse municipalità nell'ambito dello schema distrettuale del 1996-2005.
Il capoluogo del distretto (cabecera distrital), luogo in cui sono riuniti e raccolti i risultati dei seggi elettorali individuali, è la città di Jesús María.

## Deputati eletti al Congresso da questo distretto
- Legislatura 50 (1976–1979): Jesús Martínez Gortari (PRI)
- Legislatura 51 (1979–1982): Roberto Díaz Rodríguez (PRI)
- Legislatura 52 (1982–1985):
- Legislatura 53 (1985–1988):
- Legislatura 54 (1988–1991): Manuel González Díaz de León (PRI)
- Legislatura 55 (1991–1994):
- Legislatura 56 (1994–1997): María del Socorro Ramírez Ortega (PRI)
- Legislatura 57 (1997–2000): Óscar González Rodríguez (PRI)
- Legislatura 58 (2000–2003): Roque Rodríguez López (PAN)
- Legislatura 59 (2003–2006): Arturo Robles Aguilar (PRI)
- Legislatura 60 (2006–2009): Pedro Armendáriz García (PAN)